# Dahlia mollis
Dahlia mollis là một loài thực vật có hoa trong họ Cúc. Loài này được P.D.Sørensen mô tả khoa học đầu tiên năm 1969.